# Bernard Katz
Sir Bernard Katz (Leipzig, 26. ožujka 1911. – London, 20. travnja 2003.), njemački biofizičar.
Poznat po svome radu na području biokemije živca. 1970. g. dobio je Nobelovu nagradu za fiziologiju ili medicinu zajedno s Juliusom Axelrodom i Ulfom von Eulerom.

## Životopis
Rođen je u Leipzigu, u Njemačkoj, gdje je i diplomirao medicinu 1934.g. Ubrzo zatim bježi (zbog svog rusko-židovskog porijekla) pred nacističkim režimom u Veliku Britaniju. Svoj je rad nastavio na sveučilištu u Londonu kod Archibald Vivian Hilla. Nakon što je 1938.g. nakon što je postao doktor znanosti, dobio je stipendiju i otišao raditi u Australiju kod John Carew Eccles u bolnici u Sydneyu. Postao je naturalizirani građanin Australije 1941.g. i 1942.g. pridružio se australskim zračnim snagama. Čitav rat proveo je na Tihom oceanu kao časnik za radarom. Nakon braka s Marguerite Penly vratio se ponovno u Englesku gdje je radio s Alan Lloyd Hodgkinom i Andrew Huxleyem. Do kraja života ostao je u Londonu.

## Istraživanja
Njegova istraživanja otkrila su osnovna svojstva rada sinapse, spoja pomoću kojih živčane stanice šalju signale jedna drugoj i drugim stanicama. Do 1950ih istraživao je biokemiju i djelovanje acetilkolina, signalne molekule koja povezuje sinapse motornih živaca i mišića, sa stimuliranjem kontrakcije.
Katz je Nobelovu nagradu dobio za svoje otkriće da je otpuštanje neurotransmitera na sinapsi "kvantno" - što znači da je količina neurotransmitera otpuštenog u pukotinu višekratnik određenog najmanjeg broja koji može biti otpušten. 
Danas znanstvenici znaju da se molekule neurotransmitera prije nego budu otpuštene u sinaptičku pukotinu, nalaze "zapakirane" u molim paketima poznatim kao sinaptički mjehurići.
Katzov rad imao je izrava učinak na istraživanje organofosfata i organoklorida, osnova za poslijeratno istraživanje bojnih otrova i pesticida.

## Vanjske poveznice
- Nobelova nagrada - životopis (engl.)